# Większy kawałek świata
Większy kawałek świata – powieść przygodowo-detektywistyczna Joanny Chmielewskiej wydana w 1976 roku, adresowana do młodzieży. Dziewiąta powieść w dorobku autorki, kontynuuje cykl książek o dwóch bohaterkach - licealistkach (pierwszą powieścią z tego cyklu było Zwyczajne życie). Przetłumaczona na język rosyjski (Большой кусок мира).

## Opis fabuły

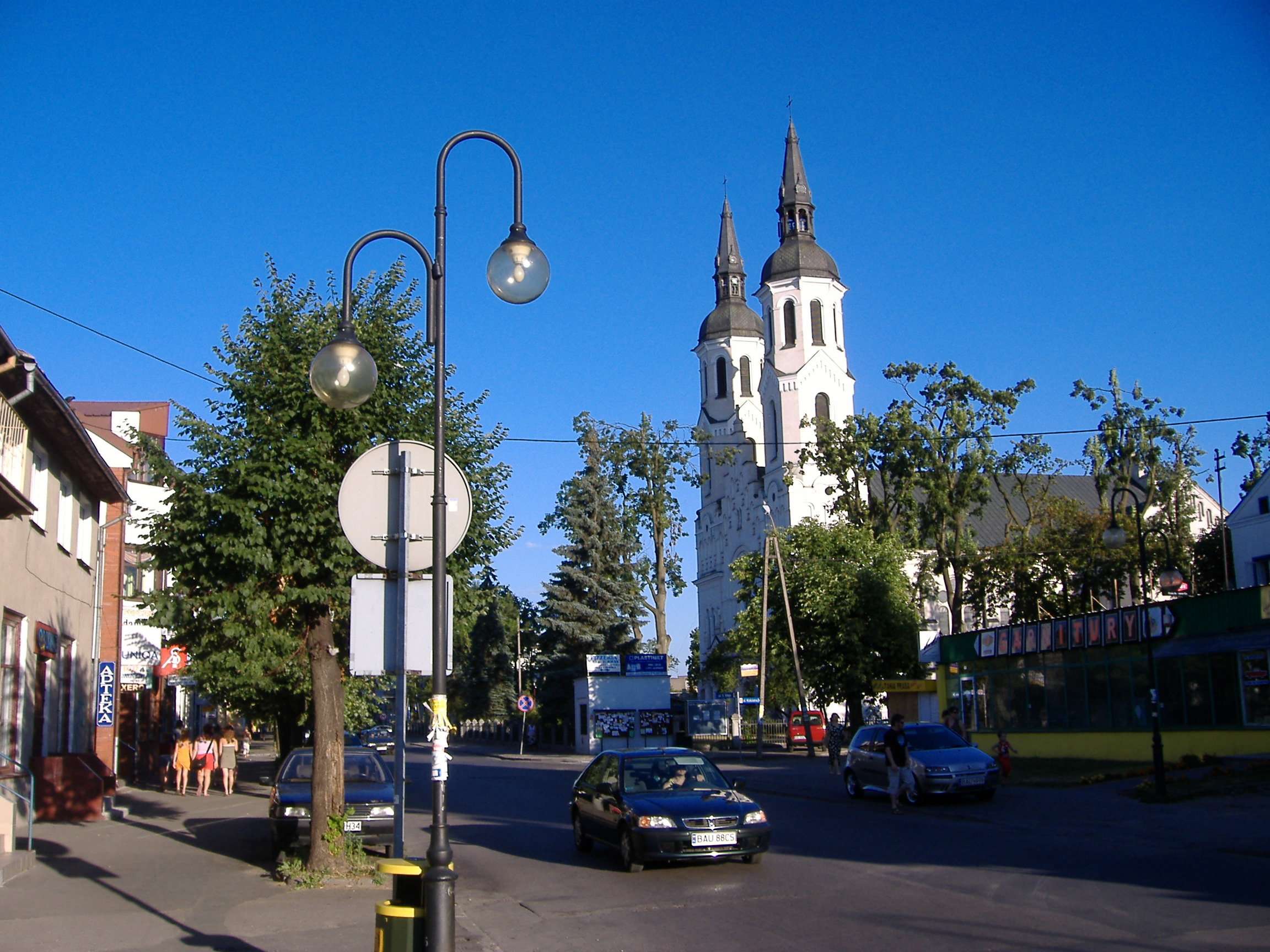
Augustów, cel wakacji Tereski i Okrętki – nie osiągnięty

Dwie główne bohaterki, Tereska i Okrętka wyjeżdżają na wakacje pod namiotem do Augustowa. Wskutek awarii samochodu po drodze trafiają w zupełnie inne miejsce Mazur. Na kempingu napotykają ślady tajemniczych ognisk. Okazują się to ślady działalności szajki przestępczej. Wbrew własnej woli dziewczyny zostają wmieszane w aferę kryminalną.
W powieści epizodycznie pojawiają się Janeczka i Pawełek Chabrowiczowie, rodzeństwo, których przygody stały się potem tematem odrębnego cyklu powieści autorki, rozpoczynającego się od książki Nawiedzony dom.